# Holmalunds IF
Holmalunds IF ist ein schwedischer Fußballverein aus Alingsås. Der Klub ist vor allem für seine Frauenmannschaft bekannt, die eine Spielzeit erstklassig antrat.

## Geschichte
Die Frauenmannschaft des 1933 gegründeten Klubs stieg Ende 2000 in die Damallsvenskan auf. Dort belegte sie in der Spielzeit 2001 als Tabellenvorletzter einen Abstiegsplatz und musste direkt wieder abstiegen. Als Tabellenvierter der Südstaffel der zweiten Liga verpasste der Klub mit elf Punkten Rückstand auf Staffelsieger und Mitabsteiger Östers IF den Wiederaufstieg. In den folgenden Jahren etablierte sich die Mannschaft im Mittelfeld der Liga, ehe sich der Klub im Januar 2007 vom höherklassigen Frauenfußball zurückzog. Fortan trat die Mannschaft drittklassig an, stieg aber 2009 in die Viertklassigkeit ab.
Ende 2011 stieg die Frauenmannschaft als Staffelsiegerin wieder in die dritthöchste Spielklasse auf. Dem direkten Wiederabstieg folgte der erneute Aufstieg. 2017 gründete sie sich unter dem Namen Alingsås FC aus und erreichte später die zweitklassige Elitettan.